# Hudajda kormányzóság

Hudajda kormányzóság elhelyezkedése Jemenen belül

El-Hudajda kormányzóság (arabul محافظة الحديدة [Muḥāfaẓat al-Ḥudayda]) Jemen huszonegy kormányzóságának egyike. Az ország nyugati részén, a Vörös-tenger partján fekszik. Nyugaton a tenger, északon Haddzsa, keleten Mahvít, Szanaa és Rajma, délkeleten Dzamár és Ibb, délen pedig Taizz kormányzóság határolja. Szárazföldi területei mellett hozzá tartoznak a Hanís-szigetek is. Székhelye el-Hudajda városa. Területe 15 407 km², népessége a 2004-es népszámlálási adatok szerint 2 157 552 fő.

## Fordítás
Ez a szócikk részben vagy egészben  a   Governorates of Yemen című angol Wikipédia-szócikk ezen változatának fordításán alapul.  Az eredeti cikk szerkesztőit annak laptörténete sorolja fel. Ez a jelzés csupán a megfogalmazás eredetét és a szerzői jogokat jelzi, nem szolgál a cikkben szereplő információk forrásmegjelöléseként.